# Joos de Damhouder
Joos de Damhouder, noto anche come Joost, Jost, Josse e in latino come Jodocus (de) Damhouder o Damhouderius (Bruges, 25 novembre 1507 – Anversa, 22 gennaio 1581), è stato un giurista belga di Bruges, nella Contea delle Fiandre (allora parte delle diciassette Province asburgiche).
I suoi scritti hanno avuto un'influenza duratura sul diritto penale europeo.

## Biografia

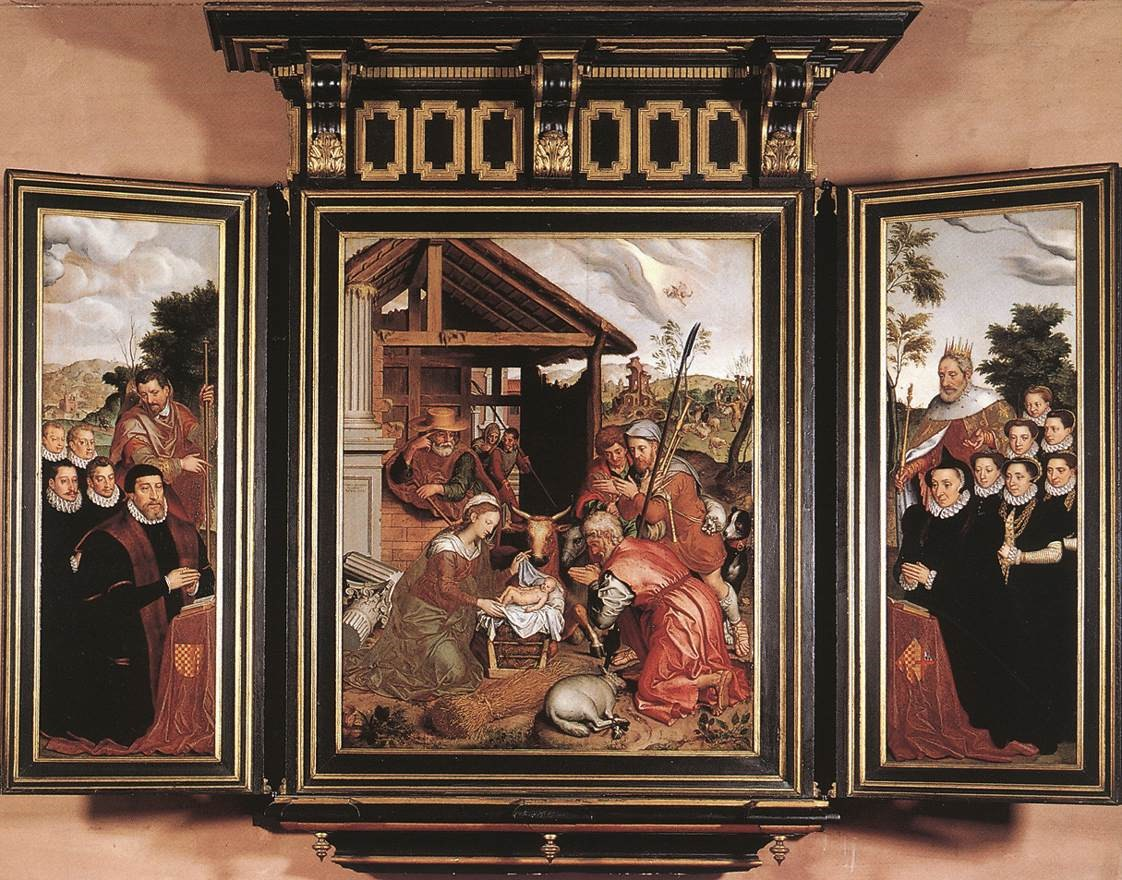
Il trittico L'adorazione dei pastori di Pieter Pourbus (1574); riquadro di sinistra: Joos de Damhouder e i suoi quattro figli; pannello di destra: Louise de Chantraines con sei figlie

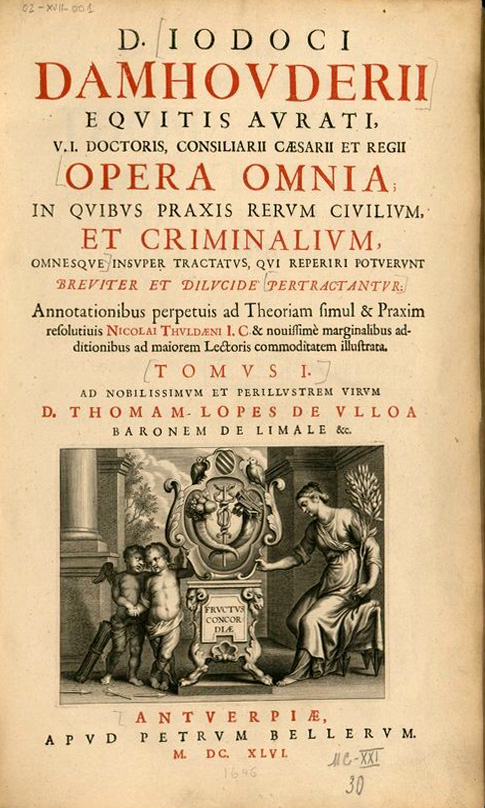
Opera omnia, ristampa delle opere raccolte di Joos de Damhouder di Petrus Bellerus (Anversa, 1646)

Nato a Bruges nel 1507, proveniva da una illustre famiglia di Bruges che riforniva molti avvocati e membri del magistrato cittadino. Suo padre era Simon de Damhouder e sua madre Marie de Roode. De Damhouder studiò giurisprudenza a Lovanio (tra gli altri con Pieter de Corte) dal 1523 al 1528. Conseguì il dottorato a Padova nel 1530. Proseguì gli studi ad Orléans fino al 1531 e conseguì la laurea in entrambi gli studi di diritto (in utroque iure). All'inizio del 1532 divenne avvocato a Bruges. Alla fine di ottobre 1533 sposò la Louise de Chantraines de Broucqsaulx di Bruges. Nel 1535 fu nominato uno dei sei capi della città. Nel 1537 fu nominato consigliere legale delle autorità cittadine, incarico da cui si ritirò nel 1550 per diventare impiegato del tribunale penale della città; da quel momento fu attivo quotidianamente interrogando sospetti, intervistando testimoni e pronunciando giudizi.
Nel 1552 venne nominato da Maria d'Asburgo, governatrice dei Paesi Bassi asburgici, membro del Consiglio delle finanze e tesoriere generale delle truppe dell'imperatore Carlo V. Rimase in carica al Consiglio delle finanze fino al 1575, anno in cui morì sua moglie. Visse alternativamente a Bruxelles e ad Anversa.
Durante i tumulti religiosi, De Damhouder scelse la parte cattolica e la dominazione spagnola del paese. In questo seguì suo cognato Juan Perez de Malvenda e seguì il percorso opposto del cognato Jacob de Chantraines detto de Broucqsaulx, che si unì alla Riforma e di conseguenza fuggì da Bruges dopo il 1584 per non tornare mai più.
Joos de Damhouder morì nel 1581 ad Anversa, sei anni dopo la moglie, con la quale aveva avuto dieci figli (di cui sopravvissero tre figlie e un figlio). Fu sepolto accanto alla moglie nella chiesa di Nostra Signora a Bruges. La sua tomba fu realizzata su progetto di Pieter Pourbus.
Il trittico L'adorazione dei pastori (1574), conservato nella medesima chiesa e generalmente considerato uno dei momenti salienti dell'opera del pittore Pieter Pourbus, raffigura nelle portelle laterali l'intera famiglia di Joos de Damhouder. Nel pannello di sinistra il ritratto di De Damhouder con i suoi quattro figli (tre dei quali erano già morti) e, nel pannello di destra, il ritratto della moglie Louise de Chantraines con le sei figlie (tre delle quali non più in vita). Il loro unico figlio sopravvissuto, Lodewijk de Damhouder (1555–1613), divenne membro del Consiglio delle Fiandre e in seguito, come suo padre, del Consiglio delle finanze. Le tre figlie sopravvissute sposarono importanti cittadini: Anna sposò Joos van Braeckel (nel 1576 sindaco di Bruges); Catharina sposò Jan de Schietere (consigliere e tesoriere di Bruges); Françoise sposò Jacques de Facuwez (segretario del Consiglio del Brabante).

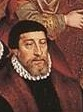
Ritratto di Joos de Damhouder, particolare del trittico L'adorazione dei pastori di Pieter Pourbus

### Attività letteraria
De Damhouder scrisse opere legali che sono state considerate opere di riferimento in tutta Europa; le pubblicò in latino e furono tradotte in francese, tedesco e olandese.
La sua opera principale è la Praxis rerum criminalium (1554), un manuale sulla pratica del diritto penale, che egli aveva quasi interamente plagiato da un testo inedito di Filips Wielant e da altre opere (il plagio fu scoperto dopo oltre tre secoli). Il libro ebbe un grande successo e vide numerose traduzioni in altre lingue europee, in parte a causa del nuovo approccio di de Damhouder che illustrava i vari crimini e le fasi procedurali con xilografie. In seguito pubblicò un'opera complementare di diritto civile, la Praxis rerum civilium (1567), anch'essa una traduzione non attribuita di un'opera inedita di Wielant.

### Influenza sui processi alle streghe
L'impatto più immediato delle opere di de Damhouder fu sui processi alle streghe dell'epoca, in cui il Praxis rerum criminalium e le sue traduzioni venivano citate regolarmente come opere fondamentali. Le Praxis dedicano 64 lunghi paragrafi alla stregoneria, copiati in gran parte dal Tractatus de sortilegiis di Paolo Grillandi. Secondo la Praxis, la stregoneria era un crimine atroce che rimane impunito troppo spesso a causa dell'ignoranza dei magistrati e che riguarda anche la fascinazione amorosa, la predizione della fortuna, l'astrologia e altre pratiche superstiziose. De Damhouder si dilunga su questi temi, fornendo consigli pratici dettagliati (corroborati da esempi della sua pratica giudiziaria) su come condurre interrogatori di sospette streghe sotto tortura. Tra tali suggerimenti figurano, ad esempio, la raccomandazione di radere tutti i capelli e di ispezionare tutti gli orifizi del sospetto, al fine di scoprire amuleti magici nascosti che avrebbero indotto chi li indossa a resistere alla tortura. Egli affermava che una sola indicazione di colpa era sufficiente per applicare la tortura per ottenere una confessione, anche se riconosceva che eccedere nella tortura avrebbe potuto produrre false confessioni.

## Opere

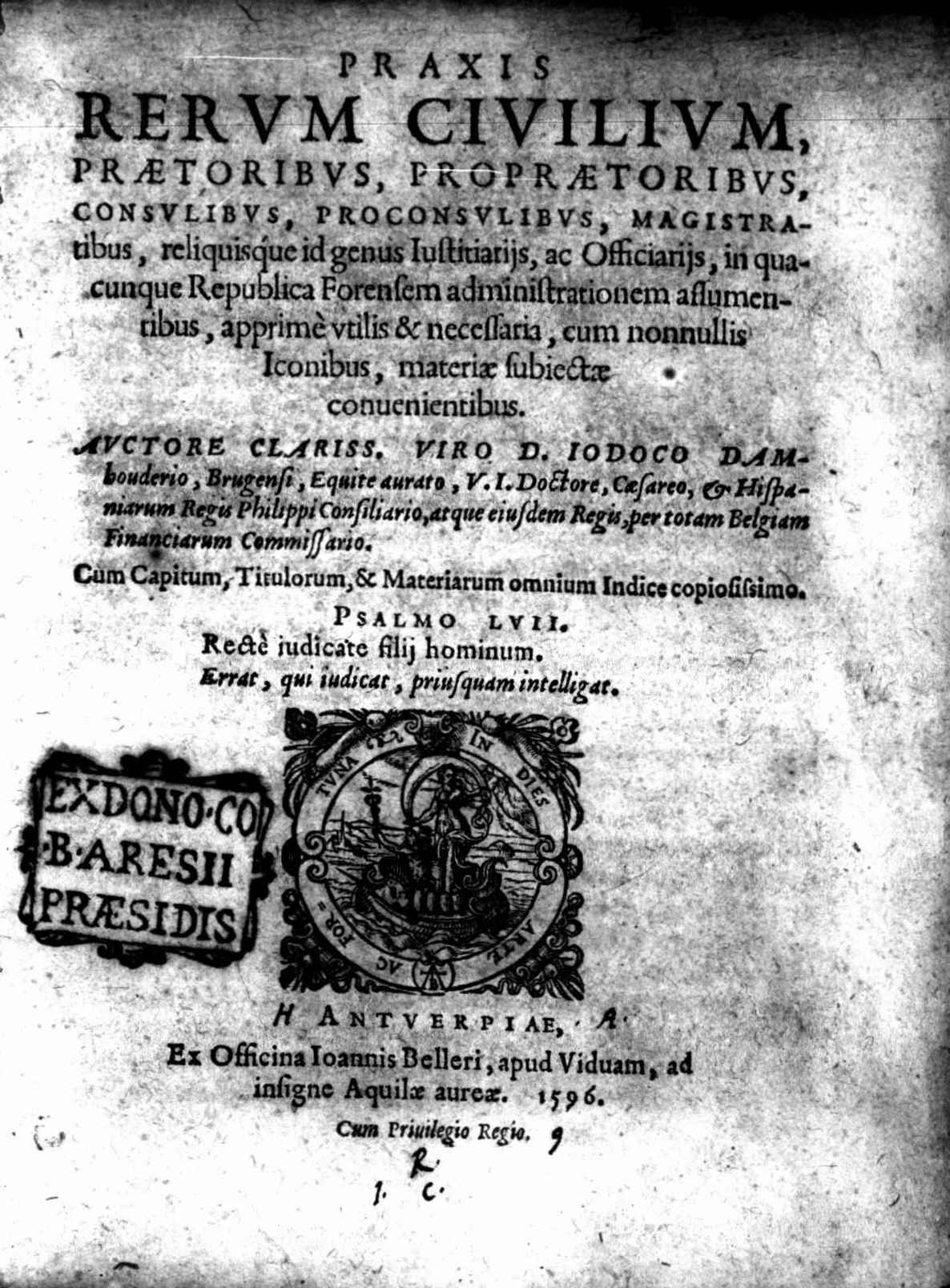
Praxis rerum civilium, edizione del 1596

- (LA)  Patrocinium pupillorum, legum et praxeos studiosis non minus utile quam necessarium, iconibus materia subjecta convenientibus illustratum, jam denuo vigili curâ, et non poenitendâ accessione locupletatum. Item de Magnificentia policiæ amplissima civitatis Brugarum, cum ejusdem topographia, et in laudem amplissimi senatus Oratione, Bruges, 1544; Anversa, 1546, 1564, 1573; Bruges, 1730
- (LA) Subhastionum compendiosa exegesis, Gand, 1546.
- (LA) In laudem Hispanica nationis, qua in Flandria nostra jam olim fixa sede celeberrimam negociationem exercet, Declamatie panegyrica, Gand, 1546.
- (LA)  Praxis rerum criminalium, elegantissimis iconibus ad materiam accomodi« illustrata, prætoribus, proprætoribus, consulibus, proconsulibus, magistratibus, reliquiisque idgenus justitiariis ac officiariis, opprime utilis ac necessaria, Anversa, 1555, 1562.
  - (FR) Practique ès causes criminelles, Anversa, 1555.
- (LA)  Sententiae selectae : pertinentes ad materiam praxios rerum criminalium et aliarum partium iuris scientiarumque.
- (LA)  De magnificentia politae amplissimae civitatis Brugensis, Anversa, 1564. Importante per la storia delle istituzioni di Bruges.
- (LA)  Loci communes parium ac similium utriusque iuris, Anversa, 1568.
- (FR)  Le refuge et garand des pupilles, orphelins, et prodigues, Anversa, 1567.
- (LA)  Praxis rerum civilium, prætoribus, proprætoribus, consulibus, proconsulibus, magistratibus, reliquiisque idgenvs magistratibus, apprime utilis et necessaria, cum nonnullis iconibus, materia subjectæ convenientibus, etc., Anversa, 1566.
  - (LA) Praxis rerum civilium, Anversa, Weduwe Jean Bellère, 1596.
  - (NL)  Practycke in civile saecken: seer nut, profijtelijck ende nodigh allen schouten, borghemeesteren, magistraten ende andere rechteren.
- (LA) Enchiridion parium aut similium utriusque iuris, Anversa, 1568, 1601.
- (LA) Paraeneses christianae sive loci communes ad religonem et pietatem christianam pertinentes ex utroque testamento desumpti, variis, iisque elegantissimis opusculis, tant moralibus quam politicis, ad omnium cujuscumque status Dominum captum accomodatis, tractati, Anversa, 1571.
- (NL) Van de grootdadigheyt der breetvermaerde regeringhe van de stad Brugge. Met de plaets-beschryvinge der selver stede; beneffens eent lofryke uytsprake ter eere van 's grootdadigh magistraet, etc., Amsterdam, 1684.